# Petite rivière au Renard
Petite rivière au Renard är ett vattendrag i Kanada.   Det ligger i provinsen Québec, i den östra delen av landet, 900 km öster om huvudstaden Ottawa.
I omgivningarna runt Petite rivière au Renard växer i huvudsak blandskog. Runt Petite rivière au Renard är det glesbefolkat, med 11 invånare per kvadratkilometer.